# حلبة موناكو

مسار حلبة موناكو

حلبة موناكو هي مضمار لسباق السيارات في شوارع أحياء مونتي كارلو وكوندامين، حول ميناء إمارة موناكو. ويشار إليها غالبا باسم «مونتي كارلو» لأنها تقع إلى حد كبير داخل حي مونتي كارلو في موناكو.
يقام على الحلبة سباق جائزة موناكو الكبرى كل عام في عطلة نهاية أسبوع من شهر مايو. وتستضيف سباقات الفورمولا واحد. بالإضافة لسباق سلسلة فورمولا 3000 وفورمولا 2 في السابق وحاليا تستضيف سباق سلسلة جي بي 2 بالتزامن مع سباق الفورمولا واحد.

## نبذة تاريخية
فكرة إقامة سباق الجائزة الكبرى في شوارع موناكو تعود إلى رئيس نادي السيارات بموناكو أنتوني نوغيس الصديق المقرب من عائلة غريمالدي الحاكمة.وأقيم السباق الافتتاحي في عام 1929 وفاز به ويليام غروفر (ويليامز) على سيارة من صنع بوغاتي.

## عناصر الحلبة

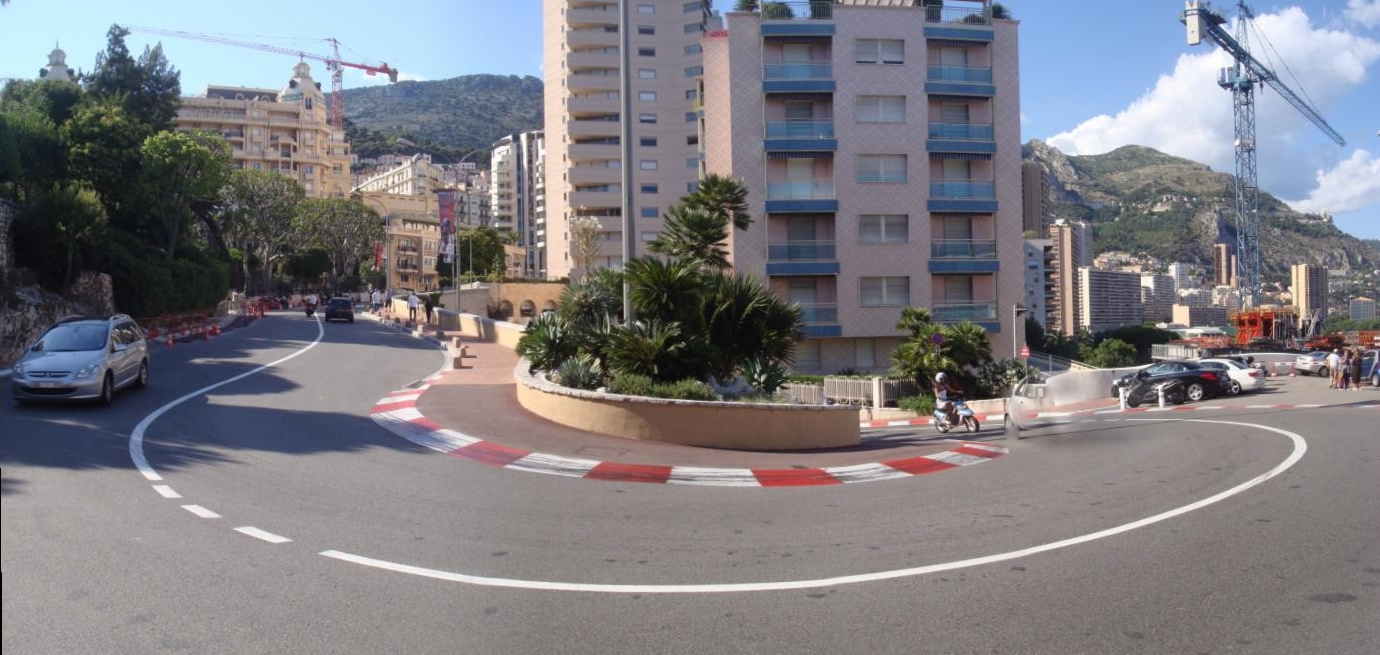
منعطف فندق جراند

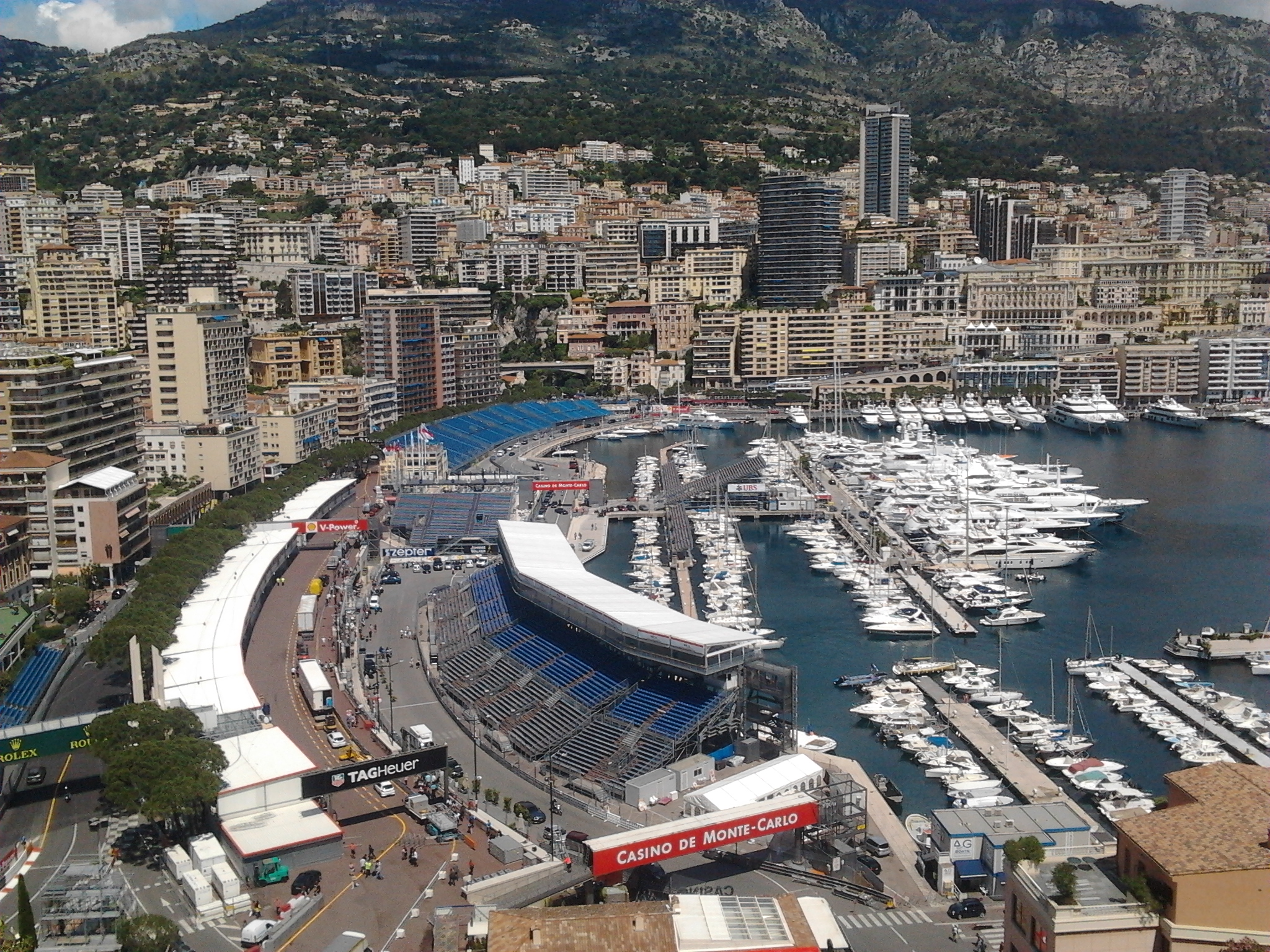

يستغرق بناء الحلبة ستة أسابيع، ويتم تفكيكه بعد السباق في ثلاثة أسابيع أخرى. يتكون المضمار الحلبة من مسارات ارتفاعات ومنحدرات متعددة، ومنعطفات ضيقة، خلال شوارع ضيقة. بطول 3.340 مترا وبعدد 19 منعطفا.هذه الميزات تجعل من المضمار الأكثر طلبا لاستخدام قدرات السيارة حسب مهارات السائق بين جميع حلبات الفورمولا واحد. على الرغم من أن مسار الحلبة قد تغير عدة مرات خلال تاريخها، فإنها لا تزال تعتبر الاختبار النهائي لمهارات القيادة في الفورمولا واحد. لأنها تحتوي على أبطأ منعطف في الفورمولا واحد (منعطف فيرمونت، على سرعة 46 كم/ساعة (29 ميلا في الساعة)) وواحد من أسرع المنعطفات (منعطف النفق، بسرعة 260 كم/ساعة (160 ميلا في الساعة)).
نظرا لطبيعة وضيق والتواء الحلبة، فإنها تظهر براعة السائقين على حساب قوة السيارات. ومع ذلك، هناك القليل جدا من التجاوز. شيه نيلسون بيكيه القيادة أثناء السباق «بركوب دراجة في جولة داخل غرفة المعيشة الخاصة بك». مع وجود نفق فيرمونت الشهير (تحت فندق فيرمونت) ليضيق صعوبة على السائقين بسبب الانتقال السريع من ضوء النهار إلى الظلام، ثم العودة إلى الضوء مرة أخرى في واحد من أسرع مناطق الحلبة. ونتيجة لذلك، تميل نتائج السباق لصالح موقع السيارة في ترتيب الانطلاق وكذلك استراتيجيات توقف الصيانة، وهو سباق صعب للغاية على علب التروس والفرامل.
وقد بذلت محاولات عديدة لتحسين ظروف اكتظاظ حظيرة الصيانة. ففي عام 2002، تم استصلاح منطقة كبيرة من الأراضي في الميناء أدى إلى تغيير طفيف في شكل الحلبة، وهذا أتاح مساحة أكبر لحظائر صيانة جديدة، افتتحت لأول مرة في حدث عام 2004.